# 워런 콜
워런 콜(Warren Kole, 1977년 9월 23일 ~ )은 미국의 배우이다.

## 출연 작품
- 셰이즈 오브 블루 (2015)
- 건틀릿 (2013)
- 커먼 로 (2012)
- 시카고 코드 (2011)
- 마더스 데이 (2010)
- 24 시즌7 (2009)
- 멘탈 (2009)
- 아메리칸 호스트 (2007, Cougar Club)
- 마스터즈 오브 호러 - 지옥행 히치하이커 편 (2006)
- 온 라스트 씽 (2005)
- 인투 더 웨스트 (2005)
- 러브 송 포 바비 롱 (2004)